# Глуховский национальный педагогический университет имени Александра Довженко
Глуховский национальный педагогический университет имени Александра Довженко (укр. Глухівський національний педагогічний університет імені Олександра Довженка) — один из старейших высших учебных заведений Украины IV уровня аккредитации в городе Глухове Сумской области.

## История
Глуховский государственный педагогический университет основан 25 октября 1874 года как учительский институт. За свою историю учебное заведение подготовило свыше 25 тысяч учителей.
Программы реорганизации системы педагогического образования обусловили следующие этапы в его истории:
- Учительский институт (1874—1917);
- Педагогический институт (1917—1921);
- Институт народного образования (1921—1924);
- Педагогические курсы (1924—1925);
- Педагогический техникум (1925—1930);
- Институт социального воспитания (1930—1933);
- Педагогический институт (1933—1937);
- Учительский институт (1937—1941; 1943—1954);
- Педагогический институт (1954—2001);
- Педагогический университет (с мая 2001 года);
- Национальный педагогический университет (от 4 октября 2009 года).[4][5]

## Современное состояние

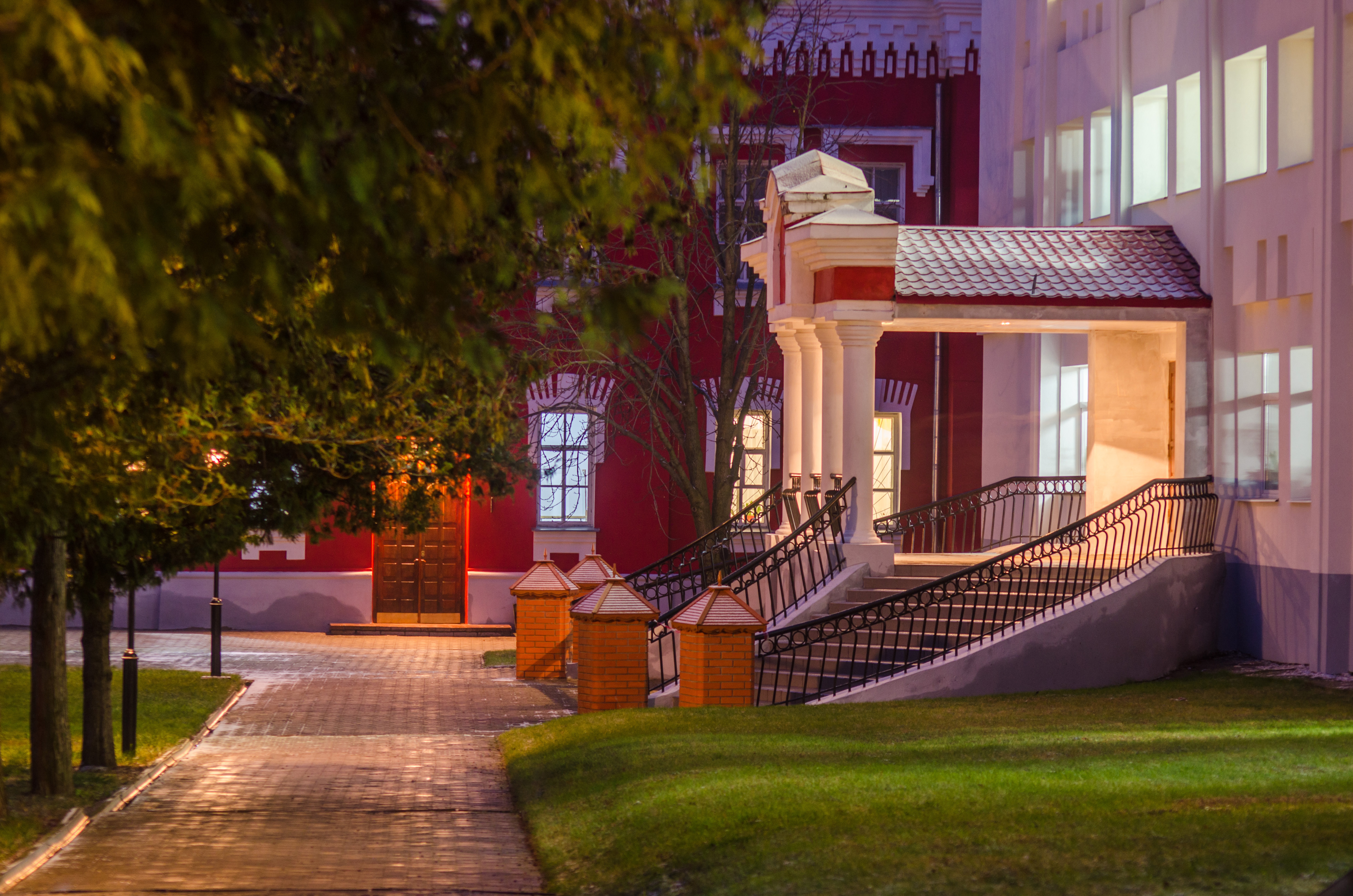
Внутренний двор университета

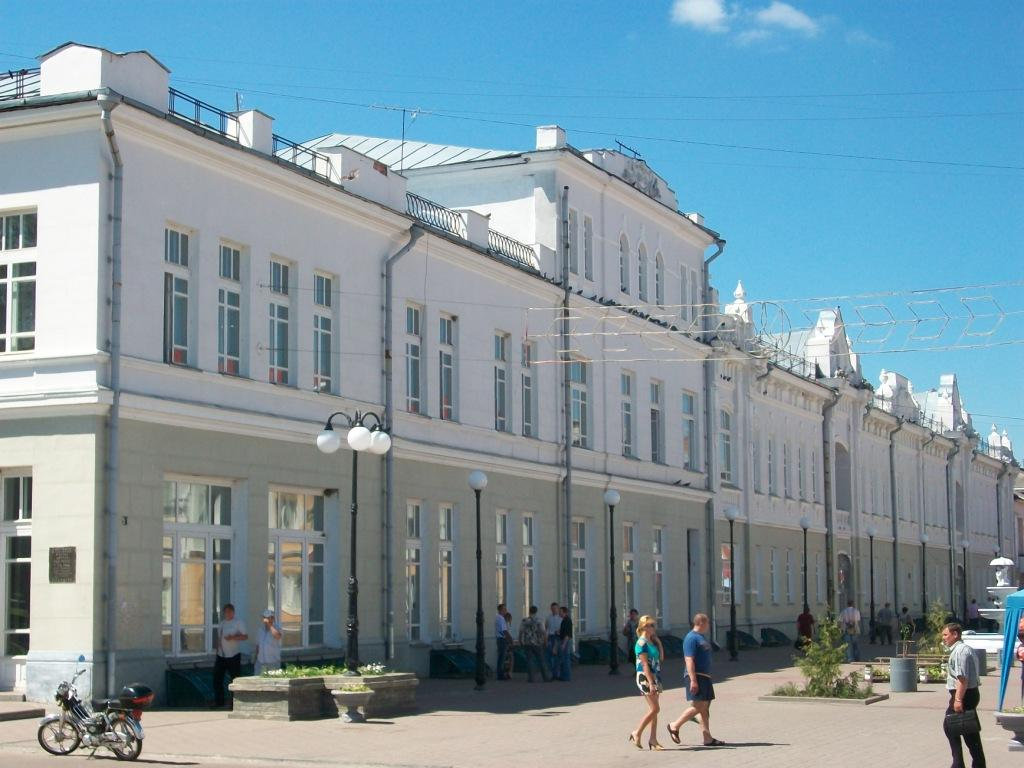
Здание педагогического колледжа университета

Общая численность студентов университета составляет[когда?] 5 300 человек. Среди преподавателей университета 57 % имеют учёные степени и звания. В учреждении работают авторы учебных книг и пособий для высшей школы, свидетельств и изобретений.
Сейчас[когда?] университет готовит кадры по 14 специальностям образовательно-квалификационного уровня бакалавр, специалист и магистр.
В структуре вуза:
- 5 факультетов;
- 15 кафедр;
- профессионально-педагогический колледж;
- аспирантура.

При университете действуют:
- 7 учебных корпусов, три из которых являются памятниками истории и архитектуры и входят в состав Национального государственного историко-культурного заповедника в городе Глухове;
- специализированные и научно-исследовательские лаборатории по истории и культуре Северщины и проблем начального обучения в национальной школе, диалектологии;
- учебно-производственные мастерские;
- современный спортивный комплекс с двумя бассейнами;
- 5 читальных залов;
- учебно-научная библиотека, фонды которой насчитывают более 400 000 экземпляров;
- историко-педагогический музей, созданный 25 октября 2001 года на базе музея истории Глуховского педагогического института. В музее представлена история университета, педагогическое, научное и литературно-художественное наследство педагогов и воспитанников заведения. В его фондах находятся 1 127 единиц хранения. Расположен музей в историческом первом корпусе, который является памятником архитектуры и истории. Музей приобщается к научным исследованиям, проводит научные конференции[7][8].

## Директора и ректоры
1. Олександр Бєлявський (1874—1894 гг.)
2. Иван Андриевский[укр.] (1894—1905 гг.)
3. Павел Миловский[укр.] (1905—1909 гг.)
4. Митрофан Григоревский[укр.] (1909—1913 гг.)
5. Леонид Апостолов[укр.] (1913—1916 гг.)
6. Константин Ягодовский (1916—1923 гг.)
7. Колубовский, Яков Николаевич (укр. Яків Колубовський; 1923—1924 гг.)
8. Павел Ивченко[укр.] (заведующий педагогическими курсами, сентябрь 1924 — декабрь 1924 гг.)
9. Яков Морачевский[укр.] (заведующий педагогическими курсами, декабрь 1924 — июль 1925 гг.)
10. Юрий Нестеренко[укр.] (директор педтехникума, 1925—1927 гг.)
11. Іван Лошняков (директор педтехникума, 1927—1930 гг.)
12. Платон Горилий[укр.] (директор института социального воспитания, 1930—1931 гг.)
13. Дмитрий Донской (укр. Дмитро Іванович Донський, директор института социального воспитания, 1931—1932 гг.)
14. Юрий Рожков[укр.] (директор института социального воспитания, пединститута, педтехникума и рабфака, 1932—1934 гг.)
15. Леонід Гаркуша (директор педкомбината, 1934—1935 гг.)
16. Александр Стрельцов[укр.] (директор педагогического, а потом учительского института, 1935—1938 гг.)
17. Навоенко С. Д. (укр. Навоєнко С. Д.; директор учительского института, 1938 г.)
18. Дмитрий Гаран[укр.] (директор учительского института, 1938—1941, 1943—1945 гг.)
19. Иван Чуйко[укр.] (1945—1947 гг.)
20. Григорий Сапитон[укр.] (1947—1952 гг.)
21. Феликс Мазур (1952—1954 гг.)
22. Александр Томчук (ректор пединститута, 1954—1971 гг.)
23. Иван Качан[укр.] (1971—1980 гг.)
24. Николай Великолуг[укр.] (1980—1985 гг.)
25. Леонид Гнатюк[укр.] (1985—1990 гг.)
26. Николай Волос (исполнял обязанности ректора с 15.05.1990 г. по 27.11.1990 г.)
27. Володимир Куриленко (1990—1995 гг.)
28. Горбенко О. И. (исполнял обязанности ректора с 05.10.1995 г. по 19.03.1996 г.)
29. Владимир Чирва (1996—1999 гг.)
30. Николай Волос (исполнял обязанности ректора с 26.10.1999 г. по 31.05.2000 г.)
31. Александр Курок (c 2000 г.)

## Известные выпускники
В вузе учились:
- кинорежиссёр А. Довженко,
- русский писатель, академик С. Сергеев-Ценский,
- украинский писатель и педагог С. Васильченко,
- украинский политический деятель, в эпоху УНР, министр почты и телеграфа И. С. Паливода,
- белорусский поэт, переводчик и публицист Янка Журба,
- основатель академической капеллы «Думка» Н. Городовенко,
- писатели:
  - А. Палажченко,
  - П. Ключина,
  - А. Столбин[укр.],
- академики:
  - С. Шаповаленко,
  - Ф. Овчаренко,
  - академик Академии педагогических наук Украины Н. Вашуленко,
- лауреаты государственных премий профессора:
  - Е. Квасников,
  - П. Агалецкий (укр. П. Агалецький)[кто?],
- и другие известные деятели науки и культуры.